# Miguel Vázquez
Miguel Ángel Vázquez Bautista (ur. 6 stycznia 1987 w Guadalajarze) – meksykański bokser, aktualny zawodowy mistrz świata wagi lekkiej federacji IBF.
Karierę zawodową rozpoczął 20 stycznia 2006 przegrywając na punkty z rodakiem Saúlem Álvarezem późniejszym mistrzem świata w kategorii junior średniej. W roku 2007 w walce o młodzieżowy pas WBC w kategorii junior półśredniej przegrał z późniejszym mistrzem świata Amerykaninem Timothy Bradleyem.
14 sierpnia 2010 w Laredo (Stany Zjednoczone) pokonał jednogłośnie na punkty Kim Ji-hoona z Korei Południowej i zdobył wakujący od lutego 2009 tytuł mistrza świata organizacji IBF w kategorii lekkiej. Poprzedni mistrz Nate Campbell stracił go nie mogąc utrzymać limitu wagi. W listopadzie 2009 o wakujący tytuł walczyli Joan Guzmán i Ali Funeka ale walka zakończyła się remisem. 27 listopada wystąpił po raz pierwszy w obronie tytułu i pokonał po jednostronnym pojedynku rodaka Ricardo Domingueza na punkty.
W kolejnej obronie tytułu wygrał 12 marca 2011 z Australijczykiem Leonardo Zappavigną, byłem mistrzem świata organizacji IBO wyraźnie na punkty. W 2012 obronił tytuł trzykrotnie: 21 stycznia zwyciężając zdecydowanie, jednogłośnie na punkty Ametha Diaza z Panamy, 27 października pokonując niejednogłośnie na punkty rodaka Marvina Quintero i 8 grudnia wygrywając jednogłośnie na punkty z Mercito Gestą (Filipiny).